# Kartódromo de Rolândia

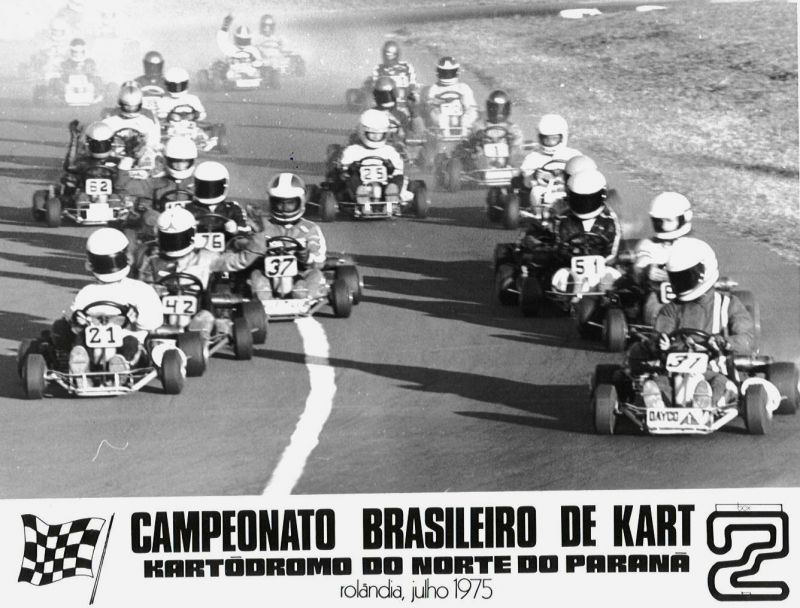
Cartaz de divulgação do Campeonato Brasileiro de kart em 1975, o menino do kart 42, Airton Senna.

O Kartódromo Municipal José Nicola Caliento mais conhecido como Kartódromo de Rolândia está localizado no município de Rolândia, região norte do Paraná. Foi um dos primeiros kartódromos do Brasil.

## Características
O kartódromo foi inaugurado em 1969 com projeto do arquitetos Beto Monteiro e Peter Raab. O traçado principal da pista tem 1050 metros de comprimento por 6 metros de largura. O asfalto do piso é o mesmo desde de sua inauguração na década de 1960. A última reforma foi concluída em junho de 2003.
Pilotos famosos em inicio de carreira no automobilismo já correram em Rolândia. Ayrton Senna foi o vice-campeão do Campeonato Brasileiro de Kart realizado em 13 de julho de 1975 neste local.